# Greg Oddy
Greg Oddy (* 24. Juli 1980 in Adelaide) ist ein ehemaliger australischer Eishockeyspieler, der seit 2008 bei Adelaide Adrenaline in der Australian Ice Hockey League unter Vertrag stand. Er ist der Rekordtorschütze der australischen Eishockeynationalmannschaft.

## Karriere
Gregg Oddy begann seine Karriere als Eishockeyspieler in seiner Heimatstadt bei Adelaide Avalanche, wo er bis 2008 in der Australian Ice Hockey League (AIHL) spielte. Mit Avalanche gewann er 2000 und 2001 die Australische Meisterschaft und 2007 den V.I.P.-Cup als Sieger der Hauptrunde der AIHL. Im spielfreien Australischen Sommer, der in das Winterhalbjahr der Nordhalbkugel fällt, spielte er von 1998 bis 2001 bei den La Ronge Ice Wolves in der Saskatchewan Junior Hockey League, 2002/03 bei den Romford Raiders in der English Premier Ice Hockey League, der zweithöchsten britischen Spielklasse, und 2006/07 bei HYC Herentals in der belgischen Eishockey-Eredivisie. Nachdem Adelaide Avalanche im Juni 2008 aus finanziellen Gründen den Spielbetrieb einstellen musste, wechselte er zum Nachfolgeklub Adelaide Adrenaline, der im Juli 2008 zunächst unter dem Namen Adelaide A's den Platz von Avalanche in der AIHL einnahm. Mit den A's gewann er 2009 den Goodall Cup, der seit 2002 an den Meister der AIHL vergeben wird. 2003 und 2012 war er Torschützenkönig der AIHL. Seit 2011 war er Mannschaftskapitän der Adelaide Adrenaline. Anfang 2018 wurde er in das All-Star-Team der AIHL gewählt und beendete anschließend vor Saisonbeginn 2018 seine Karriere.

### International
Für Australien nahm Oddy im Juniorenbereich an der U20-D-Weltmeisterschaft 2000 teil.
Im Herrenbereich stand er im Aufgebot seines Landes bei den D-Weltmeisterschaften 1998, 1999 und 2000 sowie nach den Umstellungen auf das heutige Divisions-System an den Weltmeisterschaften der Division II 2002, 2003, 2004, 2005, 2006, 2007, 2008, 2010, 2011, 2014 und 2015 sowie der Division I 2009 und 2012. 2008, als die Australier erstmals in die Division I aufstiegen, war er Torschützenkönig (gemeinsam mit seinem Landsmann Lliam Webster und dem Chinesen Wang Zhiqiang) und bester Vorlagengeber und damit auch Topscorer des Turniers und wurde folgerichtig nicht nur als bester Stürmer des Turniers, sondern auch als bester Spieler seiner Mannschaft ausgezeichnet. Er ist mit deutlich über 100 Toren Rekordtorschütze der australischen Nationalmannschaft, deren Kapitän er seit 2011 war.

## Erfolge und Auszeichnungen
- 2000 Aufstieg in die Division II bei der D-Weltmeisterschaft
- 2000 Australischer Meister mit Adelaide Avalanche
- 2001 Australischer Meister mit Adelaide Avalanche
- 2003 Torschützenkönig der AIHL
- 2007 Gewinn des V.I.P.-Cups mit Adelaide Avalanche
- 2008 Aufstieg in die Division I bei der Weltmeisterschaft der Division II, Gruppe B
- 2008 Topscorer, Torschützenkönig, bester Vorbereiter und bester Stürmer der Weltmeisterschaft der Division II, Gruppe B
- 2009 Gewinn des Goodall Cups mit den Adelaide A's
- 2011 Aufstieg in die Division I bei der Weltmeisterschaft der Division II, Gruppe A
- 2012 Torschützenkönig der AIHL